# Constantin von Höfler

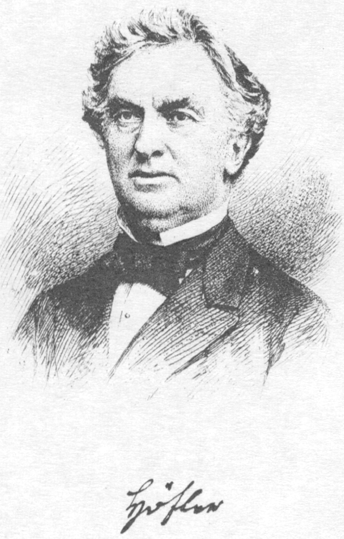
Konstantin Höfler, zeitgenössischer Stich

Karl Adolf Konstantin (seit 1873 Ritter von) Höfler (auch Karl Adolf Constantin Ritter von Hoefler; * 26. März 1811 in Memmingen, Königreich Bayern; † 29. November 1897 in Prag, Österreich-Ungarn) war ein deutsch-österreichischer Historiker, Archivar, Hochschullehrer und Rektor der Karls-Universität Prag.

## Leben
Karl Adolf Konstantin, ein Sohn des Ehepaares Johann Nepomuk Höfler (1780–1843), Oberappellations-Gerichtsrat und Therese, geb. Hofer (1790–1848) studierte zunächst Rechtswissenschaft, dann Geschichte der Philosophie unter dem Einfluss von Friedrich Wilhelm Joseph Schelling an der Ludwig-Maximilians-Universität München und in Landshut und promovierte 1831 zum Doktor der Philosophie. Danach folgten ein Geschichtsstudium in Göttingen und seit 1834 Studienreisen nach Florenz und Rom. 1836 arbeitete er als Redakteur für die Münchener politische Zeitung. 1838 habilitierte er sich an der Ludwig-Maximilians-Universität, an die er 1839 zum außerordentlichen und 1841 zum ordentlichen Professor für Geschichte berufen wurde und seit 1842 Mitglied der Bayerischen Akademie der Wissenschaften war.
Neben seiner Lehrtätigkeit beschäftigte er sich mit damals aktuellen politischen Themen und veröffentlichte diese während der Unruhen 1846. Wegen seiner Parteinahme gegen die Tänzerin Lola Montez, die einen großen Einfluss auf den bayerischen König Ludwig I. ausübte, und seiner Teilnahme an Protesten wegen Auflösung des klerikalen Parlaments wurde er am 26. März 1847 pensioniert und als Kreisarchivar nach Bamberg versetzt, wo er aus fränkischen Geschichtsquellen Forschungsergebnisse publizierte.
Im Jahr 1851 erhielt er durch Vermittlung von Graf Leo von Thun und Hohenstein einen Ruf an die Karls-Universität Prag, an der er bis 1882 als ordentlicher Professor für Geschichte lehrte. In Prag kam er im Spannungsfeld der Deutschen und Tschechen in zunehmenden Gegensatz zum Geschichtsbild von František Palacký. Er wurde Mitbegründer des „Verein für die Geschichte der Deutschen in Böhmen“, war von 1865 bis 1869 Mitglied des böhmischen Landtags, seit 1872 im Herrenhaus, seit 1873 leitete er das historische Seminar der Universität, von 1876 bis 1880 gemeinsam mit Anton Gindely, wurde mehrmals Dekan der Philosophischen Fakultät der Karls-Universität Prag und 1871 deren Rektor. Er war Befürworter der Teilung der Technischen Hochschule (TH) (1868) und der Universität Prag (1882) in zwei nationale Hochschulen mit getrennten Unterrichtssprachen. Nach seiner Emeritierung war er weiterhin wissenschaftlich, literarisch und politisch tätig.
Für seine Verdienste in der Förderung der Wissenschaften und der Anliegen der Deutschen in Böhmen, wurde er zum Nationalrat und später zum Hofrat ernannt, erhielt den österreichischen Orden der Eisernen Krone III. Klasse und wurde 1873 als Ritter von Höfler in den erbländisch-österreichischen Adelsstand erhoben. 1866 wurde er zum Ehrenbürger der Stadt Liberec ernannt. Die Académie royale des Sciences, des Lettres et des Beaux-Arts de Belgique nahm ihn 1885 als assoziiertes Mitglied auf.
Konstantin von Höflers Veröffentlichungen als Historiker sind umfangreich. Während seines Aufenthaltes in Bayern erforschte er Beiträge zur Geschichte des Papsttums, beleuchtete die Zeit der Romanik des Mittelalters mit den Kämpfen zwischen Päpsten und Kaisern um die Vormachtstellung in Europa. Als Archivar waren ihm Schriften zu diesen Themenkreisen zugänglich, die er kommentierte und veröffentlichte. Einige seiner Publikationen wurden in konträren Fachkreisen abgelehnt und es kam zu heftigen Diskussionen. Einige Texte veröffentlichte er gemeinsam mit Pavel Jozef Šafárik.

## Publikationen
- Zur Geschichte der Anfänge der Griechen. Fr. X. Auer, München 1831 (Inaugural-Dissertation; Digitalisat).
- Geschichte der englischen Civilliste. Cotta, Stuttgart 1834 (Digitalisat).
- Die deutschen Päpste
  - Erste Abtheilung (= Die Päpste Gregor V, Clemens II und Damasus II.). G. Joseph Manz, Regensburg 1839 (Digitalisat).
  - Zweite Abtheilung (= Die Päpste Leo IX, Victor II, Stefan IX, Nicolaus II.). G. Joseph Manz, Regensburg 1839 (Digitalisat).
- Urkundliche Beiträge zur Geschichte Kaiser Ludwigs IV. und anderer bayerischer Fürsten. Aus italienischen Archiven und Bibliotheken, in Oberbayerisches Archiv, Nr. 1 (1839) S. 45–118.
- Leitfaden zu Vorlesungen über allgemeine Länder- und Völkerkunde. Fr. Ger. Hübschmann, München 1839 (Digitalisat).
- Betrachtungen über die Ursachen, welche im Laufe des sechzehnten und siebzehnten Jahrhunderts den Verfall des deutschen Handels herbeiführten. J. Georg Weiß, München 1842 (Digitalisat).
- Universalhistorischer Überblick des Alterthums. Von Vogel, Landshut 1842 (Digitalisat).
- Rückblick auf Papst Bonifacius VIII. und die Literatur seiner Geschichte. München 1843 (Digitalisat).
- Kaiser Friedrich II. – Ein Beitrag zur Berichtigung der Ansichten über den Sturz der Hohenstaufen. München 1844 (Digitalisat).
- Lehrbuch der allgemeinen Geschichte, 1845–1856
  - Erster Band: Geschichte des Alterthums. München 1845 (Digitalisat).
  - Zweiter Band: Geschichte des Mittelalters.
    - Erste Abtheilung (330–1056). Georg Joseph Manz, Regensburg 1850 (Digitalisat).
    - Zweite Abtheilung (1056–1453). Georg Joseph Manz, Regensburg 1851 (Digitalisat).

  - Dritter Band: Geschichte der neueren Zeit
    - Erste Abtheilung (1453–1648). Georg Joseph Manz, Regensburg 1853 (Digitalisat).
    - Zweyte Abtheilung (1648–1806). Georg Joseph Manz, Regensburg 1856 (Digitalisat).
- Conkordat und Constitutionseid der Katholiken in Bayern. B. Schmid, Augsburg 1847 (Digitalisat).
- Analecten zur Geschichte Deutschlands und Italiens. München, 1846 (Digitalisat).
- Albert von Behaim u. Regesten Papst Innocenz IV. Stuttgart 1847 (betrifft: Albert Behaim und Papst Innozenz IV.)
- Quellensammlung für fränkische Geschichte. Bayreuth 1849–52
- Bayern, sein Recht u. seine Geschichte. Georg Joseph Manz, Regensburg 1850 (Digitalisat).
- Über die politische Reformbewegung in Deutschland im XV. Jahrhunderte und den Anteil Bayerns an derselben. J.G. Weiß, München 1850 (Digitalisat).
- Fränkische Studien. 
  - Teil I. 1850 (Digitalisat).
  - Teil III. (Digitalisat).
  - Teil IV. 1852 (Digitalisat).
  - Teil IV.2 (Digitalisat).
- Wien 1852–53 (betrifft: Geschichte der Franken)
- Böhmische Studien. 1854
- Genesis der Revolution (1648–1806). Georg Joseph Manz, Regensburg 1856 (Digitalisat).
- Als Herausgeber zusammen mit Paul Joseph Šafařík: Glagolitische Fragmente. Gottlieb Haase Söhne, Prag 1857 (Digitalisat).
- Des Bartholomaeus von Sct. Aegidius Chronik von Prag im Reformationszeitalter (Chronica de Seditione et Tumultu Pragensi 1524-1531) 1859, übersetzt und kommentiert durch Constantin Höfler
- Heinrich's IV., Königs von Frankreich, Plan dem Hause Habsburg Italien zu entreißen. F.U. Gredner, Prag 1859 (Digitalisat).
- Ueber Johannes genannt Porta de Annoniaco – 1860
- Carmen historicum occulti autoris saeculi XIII. Wien 1861
- Ruprecht von der Pfalz genannt Clem, römischer König 1400-1410. Herder'sche Verlagsbuchhandlung, Freiburg im Breisgau 1861 (Digitalisat).
- Historische Untersuchungen. Karl Gerold's Sohn, Wien 1861 (Digitalisat).
- Concilia Pragensia 1353–1413. 1862
- Kaiserthum und Papstthum – Ein Beitrag zur Philosophie der Geschichte. Friedrich Tempsky, Prag 1862 (Digitalisat).
- Der Magister Johannes Hus und der Abzug der deutschen Professoren und Studenten aus Prag 1409. Friedrich Tempsky, Prag 1864 (Digitalisat).
- Urkunden zur Beleuchtung der Geschichte Böhmens und des deutschen Reiches im XV. Jahrh. 1865
- Die Geschichtsschreiber der hussitischen Bewegung. 1865–66 (betrifft: Zeit der Hussitenkriege)
- Barbara, Markgräfin zu Brandenburg, verwitwete Herzogin in Schlesien, vermählte Königin von Böhmen, Verlobte Konrads Herrn zu Haydek. Dr. Eduard Grégr., Prag 1867 (Digitalisat)
- Österreichische Geschichte für das Volk – V. Die Zeit der luxemburgischen Kaiser. Karl IV – (Wenzel) – Sigmund. Prandel & Ewald, Wien 1867 (Digitalisat).
- Aus Avignon. 1868
- Fragmente zur Geschichte Kaiser Karl's VI. Karl Gerold's Sohn, Wien 1869 (Digitalisat).
- Anna von Luxemburg. 1871
- Die avignonesischen Päpste, ihre Machtfülle und ihr Untergang. Karl Gerold's Sohn, Wien 1871 (Digitalisat).
- Wahl und Thronbesteigung des letzten deutschen Papstes Adrian's VI. im Jahre 1522. Karl Gerold's Sohn, Wien 1872 (Digitalisat).
- Karl's I. (V.), Königs von Aragon und Castilien, Wahl zum römischen König 28. Juni 1519. Karl Gerold's Sohn, Wien 1873 (Digitalisat).
- Kaiser Karl's (V.) erstes Auftreten in Spanien. Karl Gerold's Sohn, Wien 1873 (Digitalisat).
- Der Aufstand der castillianischen Städte gegen Kaiser Karl V 1520-1522. Ein Beitrag zur Geschichte des Reformationszeitalters. Friedrich Tempsky, Prag 1876 (Digitalisat).
- Der deutsche Kaiser und der letzte deutsche Papst: Karl V. und Adrian VI. Karl Gerold's Sohn, Wien 1876 (Digitalisat).
- Zur Kritik und Quellenkunde der ersten Regierungsjahre Kaiser Karls V. Karl Gerold's Sohn, Wien 1876 (Digitalisat).
- Die romanische Welt und ihr Verhältniss zu den Reformideen des Mittelalters. Karl Gerold's Sohn, Wien, 1878 (Digitalisat).
- Zur Kritik und Quellenkunde der ersten Regierungsjahre Kaiser Karls V.
  - Zweite Abtheilung. Karl Gerold's Sohn, Wien 1878 (Digitalisat).
  - Dritte Abtheilung - Das Jahr 1521. Karl Gerold's Sohn, Wien 1883 (Digitalisat).
- Abhandlungen aus dem Gebiet der slavischen Geschichte. 1879–1883.
  - I. Carl Gerold's Sohn, Wien 1879 (Digitalisat).
  - II. + III. Karl Gerold's Sohn, Wien 1880 (Digitalisat).
  - IV.: Die Epochen der slavischen Geschichte bis zum Jahre 1526. Karl Gerold's Sohn, Wien 1881 (Digitalisat).
- Papst Adrian VI. 1522-1523. Wilhelm Braumüller, Wien 1880 (Digitalisat).
- Monumenta Hispania sacra. Prag 1881–82
- Don Antonio de Acuña genannt der Luther von Spanien – Ein Lebensbild aus dem Reformationszeitalter. Wilhelm Braumüller, Wien 1882 (Digitalisat).
- Antoine de Lalaing, Seigneur de Montigny, Vincenzo Quirino und Don Diego de Guevara als Berichterstatter über König Philip I. in den Jahren 1505, 1506. Karl Gerold's Sohn, Wien 1883 (Digitalisat).
- Kritische Untersuchungen über die Quellen der Geschichte Philipps des Schönen, Erzherzog von Österreich, Herzog von Burgund, Königs von Castilien. Karl Gerold's Sohn, Wien 1883 (Digitalisat).
- Donna Juana, Königin von Leon, Castilien und Granada, Erzherzogin von Österreich, Herzogin von Burgund, Stammmuter der habsburgischen Könige von Spanien und der österreichischen Secundogenitur des Hauses Habsburg 1479-1555. Karl Gerold's Sohn, Wien 1885 (Digitalisat).
- Das diplomatische Journal des Andrea del Burgo, Kaiserlichen Gesandten zum Congresse von Blois 1504, und des erzherzoglichen Secretärs und Audienciers Phillippe Haneton Denkschrift über die Verhandlungen K. Phillips und K. Ludwigs XII. 1498–1506. Carl Gerold's Sohn, Wien 1885 (Digitalisat).
- Habsburgische Trilogie: Karls V. erste Liebe. 1888
- Leonore v. Österreich. 1888 (betrifft: Eleonore von Österreich)
- Don Rodrigo de Borja (Papst Alexander VI.) u. seine Söhne, Don Pedro Luis, erster, und Don Juan, zweiter Herzog von Gandia aus dem Hause Borja. Friedrich Tempsky, Wien 1888 (Digitalisat).
- Gedanken über das böhmische Staatsrecht. U. Haase, Prag 1889 (Digitalisat).
- Kaiser Karls V. Ende. 1889
- Der Hohenzoller Johann, Markgraf von Brandenburg, Ritter des goldenen Vliesses, Capitangeneral des Königreiches Valencia, designirter König von Bugia, Gemal der Königin Germaine, gebornen Gräfin von Foix. Verlag der königlichen Akademie, München 1889 (Digitalisat).
- Die Ära der Bastarden am Schlusse des Mittelalters. Verlag der königlich böhmischen Gesellschaft der Wissenschaften, Prag 1891 (Digitalisat).
- Die Katastrophe des herzoglichen Hauses der Borja's von Gandia - Niederlage und Flucht des Don Juan's II. - Plünderung des Palastes Borja, 25. Juli 1521. Friedrich Tempsky, Prag 1892 (Digitalisat).

### Wiederaufgelegte Werke
- Magister Johannes Hus und der Abzug der deutschen Professoren und Studenten aus Prag 1409. 1985 (betrifft: Auszug der Studenten und Magister der sächsischen, bayerischen und polnischen nationes aus der Universität Prag nach Leipzig im Jahr 1409, siehe: Universität Leipzig)
- Denkwürdigkeiten aus dem Reformationszeitalter. Pirckheimer, Charitas. 1984
- Rechtsbuch. 1984
- Denkwürdigkeiten brandenburgischer (hohenzollerischer) Fürsten Ludwig von Eyb. 1984 (betrifft: Eyb (Adelsgeschlecht))
- Albert von Beham und Regesten Papst Innozenz IV. Albertus Bohemus. 1981
- Geschichtsschreiber der hussitischen Bewegung in Böhmen